# Linda Caicedo
Linda Caicedo (2005. február 22. –) kolumbiai női válogatott labdarúgó, a Real Madrid támadója.

## Pályafutása

### Klubcsapatokban
A kolumbiai Villagorgonában nőtt fel és már gyermekkorában a környék utcáin kezdte meg kibontakoztatni a labdarúgást iránti vonzalmát. Szülei ötéves korában íratták be a Real Juanchito akadémiájára. Az pályán végzett szenvedélyes fellépése és rátermettsége rohamos iramban fejlesztette képzettségét és 10 évesen első női klubjához, a Generaciones Palmiranashoz csatlakozott. Egy évvel később Linda a Club Deportivo Atlas gárdájához távozott, amelyet a kolumbiai labdarúgás egyik legjobb utánpótlásnevelő egyesületének tartanak. Itt már nemzetközi versenyeken is részt vehetett. Két évvel később a megyei válogatotthoz, a Selección Valléhoz csatlakozott, akikkel a gyermek- és ifjúsági bajnokságokban mindkét kategóriában bajnok és gólkirály volt.

#### América de Cali
Az América de Cali ajánlatát elfogadva 2019. július 15-én, mindössze 14 évesen mutatkozott be a kolumbiai bajnokságban. Első mérkőzésén a 74. percben lépett pályára és néhány percen belül a Cortuluá három játékosát is kicselezve megszerezte első találatát, mellyel csapata győzelmét is bebiztosította. Hét meccsen hét góllal végül társgólkirálynőként végzett a szezonban, és országos bajnoki címet szerzett.

#### Deportivo Cali
2020 elején a városi rivális Deportivo gárdájához távozott és első évében 7 mérkőzésén 3 alkalommal volt eredményes. Második szezonjában öt találatával járult hozzá klubja első bajnoki címéhez, a Copa Libertadoresben pedig négy gólt abszolválva a negyeddöntőig menetelt a zöld-fehérekkel.
Utolsó évében a bajnoki döntőn ugyan gólt szerzett, de korábbi együttese az América 2–1 arányban győzedelmeskedett a Deportivo felett.

#### Real Madrid
Két nappal 18. születésnapját követően 2023. február 24-én, a Real Madrid hivatalos honlapján jelentette be szerződtetését. Az Alhama CF gárdája ellen, március 4-én debütált a spanyol bajnokságban, első gólját pedig a Villarreal elleni kupamérkőzésen jegyezhette fel.

### A válogatottban
2019. november 12-én egy Argentína elleni, 2–2-re végződő barátságos találkozón húzhatta fel első alkalommal a válogatott mezét.

## Sikerei, díjai

### Klubcsapatokban
Kolumbiai bajnok (2):
- América de Cali (1): 2019
- Deportivo Cali (1): 2021

 Kolumbiai bajnoki ezüstérmes (1):
- Deportivo Cali (1): 2022

### A válogatottban
- Copa América ezüstérmes (1): 2022
- U17-es világbajnoki ezüstérmes (1): 2022
- U17-es Dél-amerikai ezüstérmes (1): 2022

### Egyéni
- Kolumbiai gólkirálynő (1): 2019 (7 gól)[4]
- Copa Libertadores gólkirálynő (1): 2021 (4 gól)[5]
- Copa América aranylabda (1): 2022
- U17-es világbajnoki ezüstérmes (1): 2022

## Statisztikái

### A válogatottban
2023. február 22-ével bezárólag
| Válogatott | Szezon   | Mérk. | Gól |
| ---------- | -------- | ----- | --- |
| Kolumbia   |          |       |     |
| 2019       | 1        | 0     |     |
| 2020       | 0        | 0     |     |
| 2021       | 4        | 1     |     |
| 2022       | 9        | 3     |     |
| 2023       | 3        | 1     |     |
| Összesen   | Összesen | 17    | 5   |

| Kolumbia színeiben szerzett góljai | Kolumbia színeiben szerzett góljai | Kolumbia színeiben szerzett góljai      | Kolumbia színeiben szerzett góljai | Kolumbia színeiben szerzett góljai | Kolumbia színeiben szerzett góljai | Kolumbia színeiben szerzett góljai | Kolumbia színeiben szerzett góljai |
| ---------------------------------- | ---------------------------------- | --------------------------------------- | ---------------------------------- | ---------------------------------- | ---------------------------------- | ---------------------------------- | ---------------------------------- |
|                                    |                                    |                                         |                                    |                                    |                                    |                                    |                                    |
| Gól                                | Dátum                              | Helyszín                                | Ellenfél                           | Találat                            | Eredmény                           | Esemény                            | Forrás                             |
| 1                                  | 2021. október 23.                  | Estadio Olímpico Pascual Guerrero, Cali | Chile                              | 1–0                                | 2–0                                | Barátságos mérkőzés                | [ 6 ]                              |
| 2                                  | 2022. július 18.                   | Estadio Olímpico Pascual Guerrero, Cali | Ecuador                            | 2–1                                | 2–1                                | 2022-es Copa América               | [ 7 ]                              |
| 3                                  | 2022. július 25.                   | Estadio Alfonso López, Bucaramanga      | Argentína                          | 1–0                                | 1–0                                | 2022-es Copa América               | [ 8 ]                              |
| 4                                  | 2022. szeptember 7.                | Estadio Olímpico Pascual Guerrero, Cali | Costa Rica                         | 2–0                                | 2–0                                | Barátságos mérkőzés                | [ 9 ]                              |
| 5                                  | 2023. február 18.                  | Estadio León, León                      | Nigéria                            | 1–0                                | 1–0                                | Revelations-kupa                   | [ 10 ]                             |